# Улица Липчанского
Улица Липчанского — улица в районе Некрасовка Юго-Восточного административного округа Москвы

## Происхождение названия
Прежнее название улицы — Озёрная. Во избежание путаницы с Озёрной улицей на юго-западе Москвы она была переименована 4 декабря 2012 года и названа в честь Героя СССР И. К. Липчанского (1912—1988).

## Описание
Улица Липчанского проходит от Рождественской улицы до улицы Вертолётчиков, пересекая улицу Недорубова. После улицы Вертолётчиков продолжается как Зенинское шоссе.

## Примечательные здания и сооружения
По чётной стороне
д. 6А — Школа № 2048
По нечётной стороне

## Транспорт

### Автобусы
788  Лухмановская — 13-й квартал Люберецких Полей
1225А  Новокосино — Школа
1232  Выхино — Школа

### Маршрутки
1121  Люблино — ЖК «Коренёвский форт — 3»